# 마르틴 이라네크
마르틴 이라네크(Martin Jiránek, 1979년 5월 25일 ~ )는 체코의 전 축구 선수이다. 현역 시절 포지션은 수비수였다.